# Бондаренко, Василий Маркович
Василий Маркович Бондаренко (род. 25 октября 1938) — народный депутат Украины 1-го созыва.

## Биография
Родился 25 октября 1938, село Кованчик, Полтавский район, Полтавская область, УССР, в крестьянской семье. Украинец, образование высшее, Полтавский инженерно-строительный институт, Киевский технологический институт пищевой промышленности, по специальности инженер-механик.
Учился в Полтавском техникуме мясной промышленности. Работал слесарем завода мясного оборудования; генеральным директором областного объединения молочной промышленности.
1982 — начальник управления молочной промышленности Министерства сельского хозяйства и продовольствия; заместитель министра мясомолочной промышленности Украины; председатель совета; председатель правления республиканского отраслевого концерна молочной промышленности.
6 декабря 1992 года избран народным депутатом Украины 1-го созыва (2-й тур — 76.1 %, 4 претендента).
- Полтавская область
- Лохвицкий избирательный округ № 328
- Дата принятия депутатских полномочий: 14 декабря 1992 года.
- Дата прекращения депутатских полномочий: 10 мая 1994 года.

Член комиссии ВР Украины по вопросам агропромышленного комплекса.
Кандидат в народные депутаты Украины XIII созыва Верховной Рады, выдвинут трудовым коллективом (1-й тур — 15.59 %, 3-е место, 7 претендентов).
Награжден орденами «Знак Почета», «За заслуги» III (октябрь 1998), II (ноябрь 2001), I степени (ноябрь 2004), князя Ярослава Мудрого V степени (февраль 2010).
Женат, имеет ребенка.